# Neoclinus
Genre
Synonymes
- Zacalles Jordan & Snyder, 1902[2]

Neoclinus est un genre de poissons de la famille des Chaenopsidae.

## Liste des espèces
Selon Catalogue of Life (27 janvier 2019) et World Register of Marine Species (27 janvier 2019) :
- Neoclinus blanchardi Girard, 1858
- Neoclinus bryope (Jordan & Snyder, 1902)
- Neoclinus chihiroe Fukao, 1987
- Neoclinus lacunicola Fukao, 1980
- Neoclinus monogrammus Murase, Aizawa & Sunobe, 2010
- Neoclinus nudiceps Murase, Aizawa & Sunobe, 2010
- Neoclinus nudus Stephens & Springer, 1971
- Neoclinus okazakii Fukao, 1987
- Neoclinus stephensae Hubbs, 1953
- Neoclinus toshimaensis Fukao, 1980
- Neoclinus uninotatus Hubbs, 1953